# MALSU1
MALSU1 (англ. Mitochondrial assembly of ribosomal large subunit 1) – білок, який кодується однойменним геном, розташованим у людей на короткому плечі 7-ї хромосоми. Довжина поліпептидного ланцюга білка становить 234 амінокислот, а молекулярна маса — 26 170.
| 10         |  | 20         |  | 30         |  | 40         |  | 50         |
| ---------- |  | ---------- |  | ---------- |  | ---------- |  | ---------- |
| MGPGGRVARL |  | LAPLMWRRAV |  | SSVAGSAVGA |  | EPGLRLLAVQ |  | RLPVGAAFCR |
| ACQTPNFVRG |  | LHSEPGLEER |  | AEGTVNEGRP |  | ESDAADHTGP |  | KFDIDMMVSL |
| LRQENARDIC |  | VIQVPPEMRY |  | TDYFVIVSGT |  | STRHLHAMAF |  | YVVKMYKHLK |
| CKRDPHVKIE |  | GKDTDDWLCV |  | DFGSMVIHLM |  | LPETREIYEL |  | EKLWTLRSYD |
| DQLAQIAPET |  | VPEDFILGIE |  | DDTSSVTPVE |  | LKCE       |  |            |

A: Аланін

C: Цистеїн

D: Аспарагінова кислота

E: Глутамінова кислота

F: Фенілаланін

G: Гліцин

H: Гістидин

I: Ізолейцин

K: Лізин

L: Лейцин

M: Метіонін

N: Аспарагін

P: Пролін

Q: Глутамін

R: Аргінін

S: Серин

T: Треонін

V: Валін

W: Триптофан

Кодований геном білок за функцією належить до репресорів. 
Локалізований у мітохондрії.